# Hải lưu Humboldt

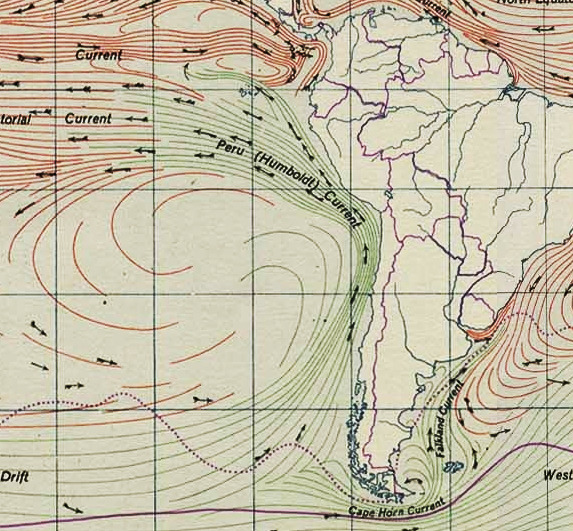
Hải lưu Humboldt

Hải lưu Humboldt (hay hải lưu Peru) là một hải lưu lạnh chảy theo hướng bắc ngoài bờ biển phía tây Nam Mỹ. Nó trở thành một phần chính của hải lưu nam xích đạo. Hải lưu này xuất phát từ Nam Đại Dương gần châu Nam Cực, và vì thế nó khoảng 7-8 C° lạnh hơn so với nước biển của đại dương cùng vĩ độ. Nước lạnh làm mát không khí và tạo ra các sa mạc ven biển của Chile (như Atacama) và Peru. Tuy nhiên, hải lưu Humbolt vận chuyển nước biển giàu chất dinh dưỡng vào trong khu vực, tạo ra một lưu vực giàu cá cho công nghiệp đánh cá của Peru.
Trong mùa El Niño, hải lưu Humboldt được thay thế bằng nước ấm, nghèo chất dinh dưỡng, tạo ra sự suy giảm nhanh trong quần thể cá và chim biển mà thông thường chúng là lớn và nhiều, cũng như tạo ra mưa trong những khu vực thông thường là khô hạn và làm khô hạn những khu vực miền núi xa hơn trong đất liền mà thông thường chúng là ẩm ướt. Người ta cũng cho rằng một El Niño mạnh đã dẫn tới sự tiêu vong của Moche và các nền văn minh Peru tiền Columbia.
Nó được đặt tên theo tên của nhà khoa học người Đức Alexander von Humboldt.